# Су (округ, Айова)
Су (англ. Sioux County) — округ в США, штате Айова. На 2000 год численность населения составляла 31 589 человек. По оценке бюро переписи населения США в 2009 году население округа составляло 32 244 человек. Окружным центром является город Ориндж-Сити.

## История
Округ Су был сформирован в 15 января 1851 года.

## География
По данными Бюро переписи населения США площадь округа Су составляет 1988 км².

### Основные шоссе
- Шоссе 18
- Шоссе 75
- Автострада 10
- Автострада 12
- Автострада 60

### Соседние округа
- Лайон  (север)
- О’Брайен  (восток)
- Плимут  (юг)
- Юнион (округ, Южная Дакота)  (юго-запад)
- Линкольн (округ, Южная Дакота)  (северо-запад)

## Демография
По данным переписи населения 2000 года в округе проживало 31 589 жителей. Среди них 26,5 % составляли дети до 18 лет, 14,9 % люди возрастом более 65 лет. 50,5 % населения составляли женщины.
Национальный состав был следующим: 97,33 % белых, 0,20 % афроамериканцев, 0,13 % представителей коренных народов, 0,59 % азиатов, 2,56 % латиноамериканцев. 0,53 % населения являлись представителями двух или более рас.
Средний доход на душу населения в округе составлял $16532. 7,5 % населения имело доход ниже прожиточного минимума. Средний доход на домохозяйство составлял $52513.
Также 80,4 % взрослого населения имело законченное среднее образование, а 19,8 % имело высшее образование.